# Operacje morskie podczas operacji Jo’aw
Operacje morskie podczas operacji Jo’aw odnoszą się do działań operacyjnych Izraelskiego Korpusu Morskiego przeciwko egipskiej marynarce wojennej podczas operacji Jo’aw (15-22 października 1948), w trakcie I wojny izraelsko-arabskiej. Głównym celem Izraelczyków było przerwanie linii zaopatrzeniowych prowadzących drogą morską z Egiptu do Palestyny. Operacje zakończyły się zwycięstwem Izraelczyków.

## Tło wydarzeń
Izraelska marynarka wojenna powstała w marcu 1948 z Palyam. Była to jednostka sił specjalnych Palmach przeznaczona do prowadzenia tajnych operacji morskich. Po II wojnie światowej została wzmocniona żydowskimi weteranami z Royal Navy, wydziału morskiego Agencji Żydowskiej i rybakami. Na początku I wojny izraelsko-arabskiej w maju 1948 ta mała prowizorycznie sformowana marynarka wojenna nie mogła się równać flocie egipskiej, która posiadała całkowitą przewagę na morzu.
Podczas drugiego rozejmu (18 lipca – 15 października 1948) izraelska marynarka liczyła w sumie szesnaście jednostek, o łącznej wyporności 7000 ton. W liczbie tej były cztery okręty INS „Wedgwood” (K-18), INS „Hagana” (K-20), INS „Ma'oz” (K-24) i INS „Noga” (K-26) – chociaż w rzeczywistości jedynie „Wedgwood” i „Hagana” nadawały się do zakwalifikowania jako okręty wojenne. Pomimo to, grupę tych czterech jednostek nazywano Wielką Flotyllą. Statki te były najlepiej uzbrojone i posiadały najnowocześniejszy sprzęt łączności radiowej. Poza tym marynarka posiadała trzy jednostki desantowe, trzy statki zaopatrzeniowe i sześć łodzi patrolowych. Tymczasem egipska marynarka wojenna posiadała trzy korwety, trzy duże i osiem małych trałowców, cztery uzbrojone statki zaopatrzeniowe, co najmniej dwadzieścia jednostek desantowych i co najmniej cztery łodzie patrolowe.
W trakcie dotychczasowych walk lądowych prowadzonych na froncie południowym w Palestynie, wojska egipskie zajęły część pustyni Negew, pas wybrzeża i większą część Judei. Na Negewie w całkowitej izolacji pozostała żydowska enklawa. Dla izraelskiego dowództwa na froncie południowym priorytetem stało się dostarczenie zaopatrzenia dla tych osiedli, których utrzymanie było strategicznym interesem Izraela. W tym celu przeprowadzono szereg nieudanych operacji wojskowych: operacja An-Far (9-15 lipca) i operacja Mawet la-polesz (16-18 lipca). Już w trakcie drugiego rozejmu przeprowadzono operację GJS 1 (27 lipca) i operację GJS 2 (30 lipca – 2 sierpnia). Zakończyły się one niepowodzeniem i nie udało się otworzyć korytarza komunikacyjnego. Podjęto wówczas decyzję o dostarczeniu zaopatrzenia drogą powietrzną i przeprowadzono operację Awak (23 sierpnia – 21 października). Na posiedzeniu rządu 6 października, zatwierdzono plan operacji Dziesięć Plag, której nazwa nawiązywała do biblijnych dziesięciu plag, którymi Bóg ukarał Egipcjan, zmuszając ich do wypuszczenia z niewoli Izraelczyków. Nazwę zmieniono jednak na operację Jo’aw, na cześć Jicchaka Dubno (pseudonim „Jo’aw”), który zginął 21 maja 1948 dowodząc obroną kibucu Negba. Plan przewidywał przeprowadzenie jednoczesnych ataków na egipskie linie obronne od północy i południa, w celu przejęcia kontroli nad strategiczną drogą wzdłuż wiosek Kaukaba, Hulajkat i Burajr. Umożliwiłoby to dostarczenie zaopatrzenia drogą lądową do żydowskich osiedli na pustyni Negew. Równocześnie przecięto by egipską linię komunikacyjną łączącą wybrzeże ze zgrupowaniem wojsk w rejonie Irak Suwajdan, al-Faludża i Irak al-Manszija. Siły izraelskie miały następnie kontynuować natarcia w kierunku na Strefę Gazy i Beer Szewę, dążąc do przejęcia kontroli nad całą pustynią Negew. Plan przewidywał, że marynarka i lotnictwo będą prowadzić szeroko zakrojone działania, aby wesprzeć w ten sposób ofensywę lądową.
Działania marynarki miały być ściśle koordynowane z siłami lądowymi i prowadzone zgodnie z ich oczekiwaniami, z tego powodu zostały ograniczone do pasa przybrzeżnych wód Morza Śródziemnego przyległych do wybrzeża Strefy Gazy i rejonu al-Majdal. Przed izraelskimi okrętami postawiono trudne zdanie przecięcia linii zaopatrzeniowych prowadzących drogą morską z Egiptu do Palestyny. Mogło to być osiągnięte poprzez niedopuszczenie żadnych egipskich statków do brzegów Palestyny. Ponadto należało się liczyć z możliwością konfrontacji z egipskimi okrętami wojennymi i atakami lotniczymi. Ograniczone środki oznaczały, że przy napotkaniu egipskich sił morskich Izraelczycy musieli wykorzystać swój cały potencjał wojskowy, wliczając w to pomoc Sił Powietrznych Izraela. W związku z tym, do ochrony pozostałej części izraelskiego wybrzeża skierowano pozostałych sześć łodzi patrolowych (INS „Portzim”, INS „Palmach”, INS „Dror”, INS „Sa’ar”, INS „Galia” i INS „Tirtza”).
Egipcjanie prowadzili swoje działania operacyjne głównie wzdłuż wybrzeża, używając jako bazy dwóch otwartych portów morskich w Gazie i al-Majdal. Fakt, że były to porty otwarte ułatwiał prowadzenie tajnych operacji sił specjalnych przeciwko nim i zakotwiczonym statkom. W sierpniu 1948 utworzono jednostkę sabotażową marynarki wojennej, której dowódcą został Johai Bin-Nun. Jednostka otrzymała włoskie motorówki, które można było uzbroić w 250 kg materiałów wybuchowych i wbić się w duże statki wywołując eksplozję. Załoga motorówki wyskakiwała do morza w odległości około 100 metrów od celu. Do tego typu działań przygotowano cztery motorówki, które przewożono na rufie statku INS „Ma'oz”. Dodatkowo w zespole znajdowała się motorówka ratownicza, która miała pobrać z morza sabotażystów. Duża zmienność sytuacji powodowała, że nie dało się z góry planować takich działań i izraelska strategia opierała się na poszukiwaniu celów, a następnie szybkiego opracowywania taktyki ataku. Jedynie atak żołnierzy Brygady Giwati na egipską baterię artylerii w Isdud mogła być wcześniej zaplanowana.

## Przebieg operacji

### Działania 15-18 października
Lądowe działania operacji Jo’aw rozpoczęły się wieczorem 15 października 1948. W pierwszych dniach, siły marynarki prowadziły misje patrolowe w obszarze al-Majdal, zbierając informacje o położeniu i ruchach egipskich statków. 16 października jeden z samolotów zauważył egipski statek na południe od Strefy Gazy. Na jego spotkanie wyruszyła łódź patrolowa INS „Palmach” z zespołem saperów na pokładzie, nie zdołała jednak zlokalizować wrogiego statki i w nocy powróciła.
W nocy z 16 na 17 października łódź patrolowa INS „Sa’ar” wzięła udział w niewielkiej operacji desantowej przeprowadzonej wspólnie z Brygadą Giwati w rejonie wioski Isdud. Celem było zniszczenie egipskiej baterii artylerii. Łódź wypłynęła wieczorem z portu w Jafie zabierając na pokład 31 żołnierzy. Wielu z nich po raz pierwszy podróżowało statkiem na morzu, i zachorowało na chorobę morską. Dowódca musiał więc podjąć decyzję o zawróceniu do Jafy.
17 października lotnictwo zauważyło dwa egipskie statki na południe od Strefy Gazy, jednak morska misja patrolowa również zakończyła się niepowodzeniem. Przed świtem 18 października izraelskie okręty ostrzelały rejon Strefy Gazy, wspierając lądowe działania podczas bitwy o Bajt Hanun. W tym samym dniu planowano ostrzelać także miasto i port Al-Arisz, okręty jednak zawróciły poszukując zauważony przez lotnictwo egipski statek. Nie został on odnaleziony.

### Bitwa pod al-Majdal
W dniu 18 października wywiad doniósł, że egipskim siłom walczącym w rejonie Irak al-Manszija kończy się amunicja i paliwo. Spodziewano się więc, podjęcia przez Egipcjan prób dostarczenia drogą morską zaopatrzenia. Rankiem następnego dnia lotnictwo zauważyło egipski statek rozładowujący zaopatrzenie w Gazie. W celu jego przechwycenia skierowano trzy statki: INS „Wedgwood”, INS „Hagana” i INS „Noga”, które prowadziły rutynowy patrol około 15 mil od Strefy Gazy. Po zbliżeniu się do Strefy Gazy, okazało się, że przy wiosce al-Majdal znajduje się egipska korweta prowadząca rozładunek towarów i żołnierzy na ląd.
O godzinie 12:03 izraelski dowódca David Maimon rozkazał swoim okrętom ustawienie się w szyk torowy o kształcie poprzeczki T. W ten sposób burty izraelskich okrętów były zwrócone w stronę egipskiej korwety i wszystkie działa mogły prowadzić ogień. Jedynie „Noga” wycofał się, ponieważ uznano, że jego uzbrojenie kaliber 20 mm jest niewystarczające do prowadzenia walki. O godz. 12:29 izraelską formację zaatakowały trzy egipskie samoloty myśliwskie Supermarine Spitfire, nie osiągnęły jednak żadnego trafienia. O godz. 12:30 izraelskie okręty „Wedgwood” i „Hagana” otworzyły ogień z odległości około 5 kilometrów. O godz. 12:38 egipska korweta odpowiedziała ogniem, jednak chwilę później jeden z izraelskich pocisków trafił w cel. W rezultacie korweta ruszyła i skierowała się na południe. Tymczasem „Wedgwood” niebezpiecznie blisko podszedł do brzegu, co groziło wejściem na mieliznę. Wykonując kolejne manewry zablokował on pole ognia „Hagana”. W wyniku tego nieporozumienia za egipską korwetą ruszył w pościg jedynie „Wedgwood”, podczas gdy „Hagana” pozostała z tyłu. Izraelskie działa były słabej jakości i nie mogły kontynuować ostrzału, dzięki czemu korweta uciekła w kierunku na Arisz. Popołudniem izraelskie okręty zostały ponownie zaatakowane przez egipskie Spitfire. Zrzucone bomby chybiły celu, jednak samoloty myśliwskie ostrzelały „Haganę” powodując liczne uszkodzenia. Rannych zostało 5 marynarzy, z których jeden po pół godzinie zmarł. W tej sytuacji „Hagana” zawróciła do Jafy, podczas gdy „Wedgwood” kontynuował pościg. Została ostrzelana przez egipską artylerię nadbrzeżną, doznając drobnych uszkodzeń. Gdy „Wedgwood” zaczął wycofywać się na północ, ale został zaatakowany przez trzy samoloty Spitfire. Podczas nalotu ranny został 1 marynarz.
Oba statki dotarły szczęśliwie do portu w Jafie, jednak aby naprawić uszkodzenia musiały popłynąć do portu Hajfa. Następnego dnia powróciły do służby. Rankiem 21 października okręty „Wedgwood” i „Hagana” ostrzelały pozycje egipskiej baterii nadbrzeżnej przy al-Majdal.

### Zatopienie Emira Farouka

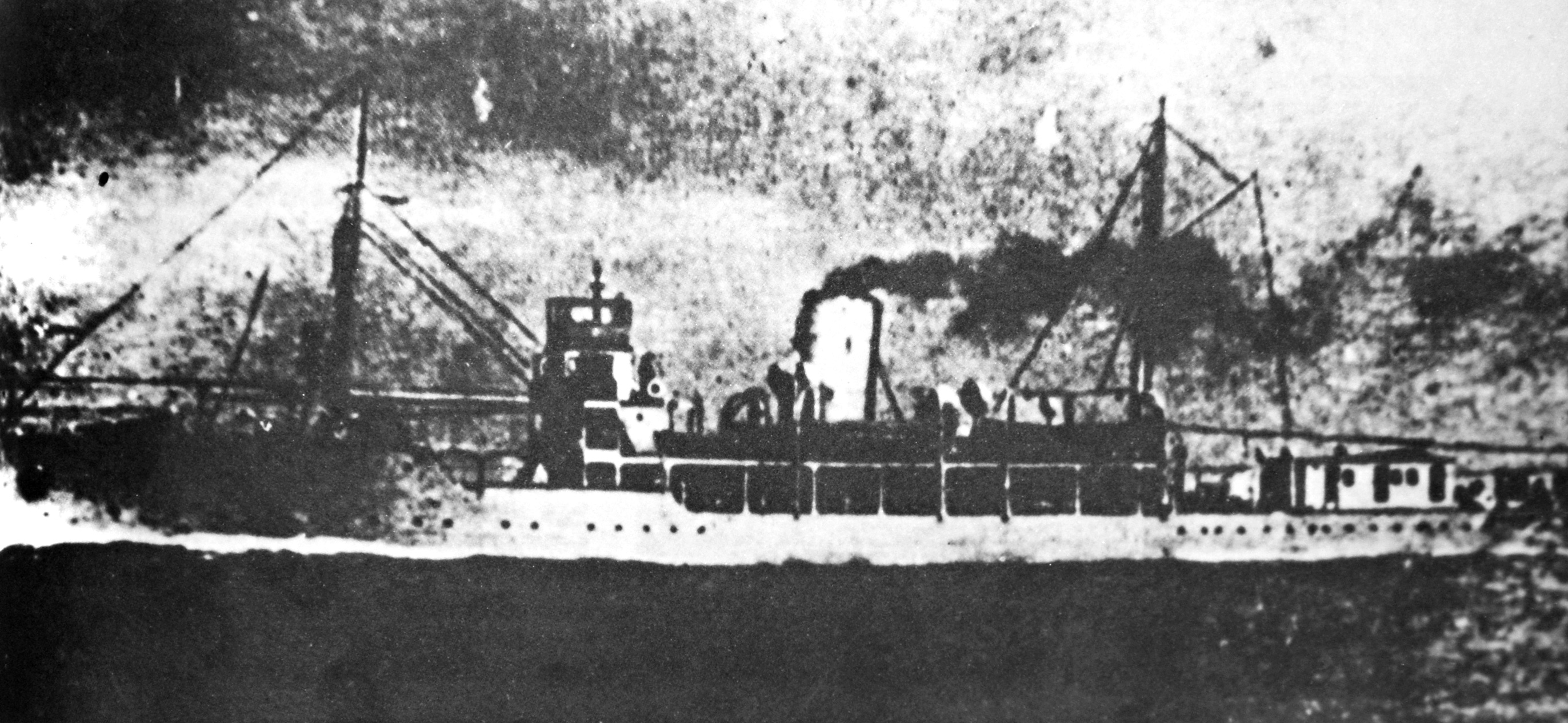
Egipski okręt „Emir Farouk”

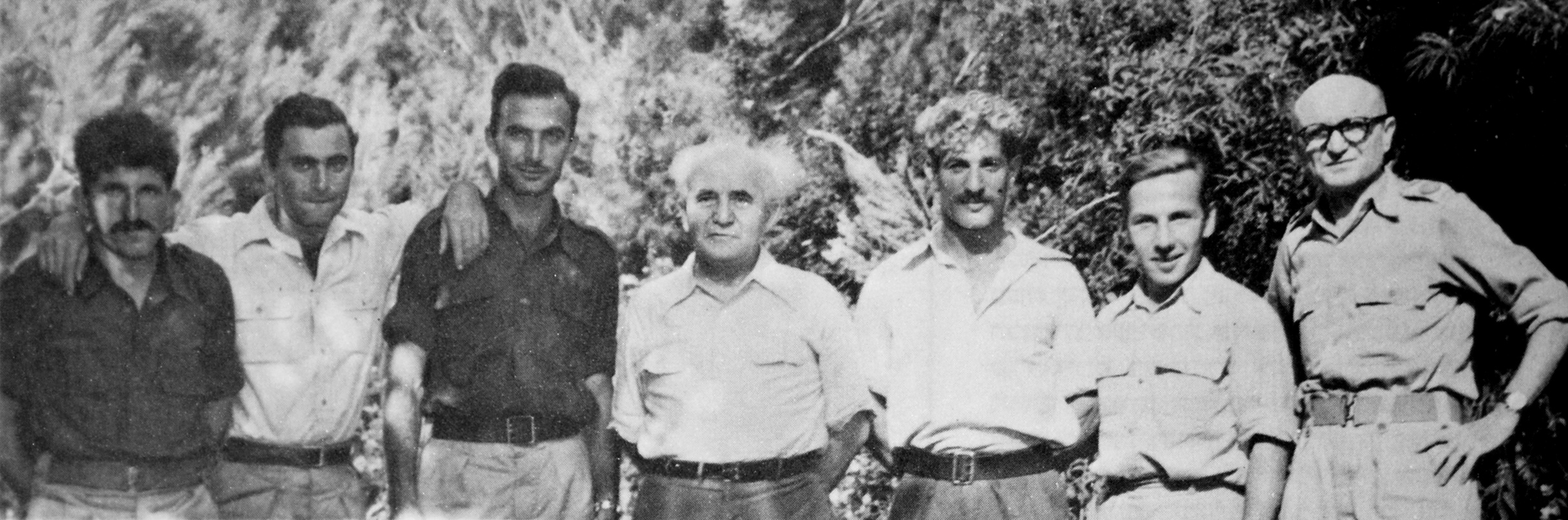
Izraelscy komandosi, którzy zatopili „Emira Farouka”. Na zdjęciu razem z premierem Dawidem Ben Gurionem

Popołudniem 22 października izraelskie lotnictwo wykryło w pobliżu Strefy Gazy okręt flagowy egipskiej marynarki „Emir Farouk” i trałowiec typu BYMS. O godz. 18:40 w rejon Gazy zbliżył się samotnie statek INS „Ma'oz”. Wieczorem, o godz. 21:10 na wodę spuszczono pięć motorówek z zespołem sabotażystów. Do ataku wyznaczono dwie motorówki prowadzone przez Jaakova Vardi i Zalmana Abramowa. W rezerwie pozostawała motorówka dowódcy Jochaja Ben-Nuna, a dwie motorówki miały zabrać komandosów z morza po ataku.
Egipcjanie wiedząc, że obowiązuje już zawieszenie broni, nie przestrzegali zaciemnienia swoich statków, co powodowało, że stanowiły one dobrze widoczny cel na tle ciemnego wybrzeża. Około godz. 22:00 zespół sabotażystów zbliżył się do Egipcjan. Jako pierwsza zaatakowała motorówka Abramowa, obierając za cel okręt „Emir Farouk”. Druga motorówka miała uderzyć w trałowiec, jednak Vardo pomyłkowo zwrócił się w stronę „Emira Farouka”. Gdy zrozumiał swój błąd, było już za późno na zmienienie kierunku i ponowny atak. Obie motorówki trafiły w cel i „Emir Farouk” zatonął w ciągu pięciu minut. Johai Bin-Nun zrozumiał pomyłkę i przeprowadził atak swoją rezerwową motorówką na trałowiec. Jego załoga została ostrzeżona przez wybuch na sąsiednim okręcie, i otworzyła ogień do nadpływającej motorówki. Ben-Nun został raniony, zdołał jednak dokończyć atak i wyskoczył do morza na 50 metrów przed trafieniem w cel. Trałowiec został ciężko uszkodzony, zdołał jednak dopłynąć do Aleksandrii, gdzie później go złomowano. Wszyscy izraelscy komandosi szczęśliwie powrócili do bazy.